# Virtua Fighter 5
Virtua Fighter 5 (яп. バーチャファイター5 Ба:тя Файта: Файбу) — компьютерная игра в жанре файтинга, разработанная командой Sega AM2 и изданная компанией Sega для игровых автоматов и игровых приставок нового поколения PlayStation 3 и Xbox 360.

## Сюжет
Проводится пятый мировой чемпионат по борьбе, на который соберутся 17 лучших воинов со всего мира. Их задача — улучшить свои навыки в бою, вышколить свой разум и умения до высочайшего уровня мастерства. Бойцы не подозревают, что корпорация «J6», организующая этот турнир, планирует создание сверхсекретной боевой машины с человеческим обличьем. Их первая модель была повержена в четвёртом турнире, что вынудило членов корпорации выкрасть Ванессу. Членам корпорации удалось перехватить её боевую информацию и перенести её в их новую модель под названием «V-Dural», прежде чем Ванессе удалось бежать.
«J6» намерена найти предателя в своих рядах, который помог Ванессе спастись и надеяться на победу их новой машины в новом турнире.

## Геймплей
В целом, система боя в Virtua Fighter 5 аналогична использовавшимся в предыдущих играх. Игрок управляет одним из бойцов, и в его арсенале огромное количество боевых приемов и разных техник ведения рукопашного боя. Однако, есть и нижеописанные отличия, выделяющие игру на фоне прочих частей.
- Скорость бросков увеличена с 8 до 12 фреймов. В дополнение, из Virtua Fighter 3 вернулась возможность мгновенных бросков при обходе (занимающих 0 фреймов).
- Для поддержания более морального стиля игры, в игру введена клэш-система (англ. Clash System), при которой в нужный момент атака могла быть отменена в бросок с столкновением, после чего оба игрока получали +0 преимущества (нейтральное).
- Также была введена возможность наступательной атаки, осуществляемой при нажатии кнопок атаки и защиты и на старте дающий угловой рывок вперёд.

### Персонажи
- Акира Юки (англ. Akira Yuki) — японский учитель кунг-фу; мастер стиля бацзицюань (хаккёку-кэн в Японии).
- Чэнь Пай (англ. Pai Chan) — китайская актриса, дочь Чань Лау; дерётся в стиле мицзунцюань (энсэй-кэн в Японии), но также практикует хисоу-кэн.
- Джеффри Макуайлд (англ. Jeffry McWild) — огромный австралийский рыбак, в поисках своего истинного врага — акулы-людоеда, известной как «акула сатаны»; дерётся в греческом стиле панкратион.
- Аой Умэнокодзи (англ. Aoi Umenokouji) — японская студентка; дерётся в стиле айки-дзю-дзюцу.
- Лион Рафаль (англ. Lion Rafale) — богатый французский студент, чей отец связан с «J6»; дерётся в стиле богомола, известном в Китае как Танланцюань и туру-кен в Японии.
- Сара Брайант (англ. Sarah Bryant) — американская студентка, сестра Джеки Брайанта, на которую имеет виды корпорация «J6»; дерётся в стиле Джит Кун-До (стиль Брюса Ли), хотя в игре он назван лишь единоборством.
- Шунь Ди (англ. Shun Di) — китайский лекарь и учитель боевых искусств; дерётся в стиле цзуйцюань (пьяное кунфу).
- Го Хиногами (англ. Goh Hinogami) — японский убийца, работающий на J6; дерётся в стиле дзюдо.
- Чэнь Лау (англ. Lau Chan) — известный китайский шеф-повар и мастер боевых искусств; дерётся в стиле коэн-кэн.
- Лэй Фэй (англ. Lei-Fei) — китайский шаолиньский монах, желающий научиться стилю коэн-кэн и убить Чэнь Лау; дерётся в стиле Шаолинь цюань (сёрин-кэн в Японии).
- Брэд Бёрнс (англ. Brad Burns) — итальянский кикбоксер и соблазнитель; дерётся в стиле муай-тай.
- Кагэ-Мару Хагакурэ (англ. Kage-Maru Hagakure) — японский ниндзя в поисках своей матери; дерётся в стиле Хагакурэ-рю джиу-джитсу.
- Вольф Хокфилд (англ. Wolf Hawkfield) — канадский рестлер-индеец; дерётся в стиле рестлинга.
- Джеки Брайант (англ. Jacky Bryant) — американский гонщик IndyCar, брат Сары Брайант; дерётся в стиле джиткундо.
- Ванесса Льюис (англ. Vanessa Lewis) — охранница неизвестного происхождения, сбежавшая из лаборатории J6; дерётся в португальском стиле вале-тудо.
- Айлинь (англ. Eileen) — китайская оперная певица; дерётся в стиле обезьяньего кунфу (в Китае — мицзун, Японии — ку-кэн).
- Эль-Блэйз (англ. El Blaze) — мексиканский рестлер (лучадор), мечтающий победить Вольфа Хокфилда в поединке; дерётся в стиле луча либре.
- Дюраль (англ. Dural) — женщина-киборг, мать Кагэ-Мару. Встречается в конце каждой игры. Содержит все стили персонажей игры.
- Жан Кудзё (англ. Jean Kujo) — французский каратист японского происхождения.

### Результаты боя
- K.O. — противник побеждён, так как его полоска энергии достигла нулевого значения.
- Ring Out (с англ. — «За рингом») — противник был выброшен за пределы ринга и потерпел поражение.
- Time Out (с англ. — «Время окончено») — время, отведённое на бой истекло, выигрывает раунд тот боец, у которого осталось больше энергии.
- Draw (с англ. — «Ничья») — энергии игроков равны на момент истечения времени, обоим игрокам засчитывается победа.

### Режимы игры
- Arcade (с англ. — «Аркада») — поединки против компьютера на семи уровнях с бесконечными попытками.
- VS. (с англ. — «Против») — поединки для двух игроков (необходим второй геймпад).
- Quest (с англ. — «Квест») — различные турниры за титул лучшего игрока.
- DOJO — обучение. Здесь можно учить и улучшать технику борьбы.
- VF.TV: просмотр видеороликов, рекламных роликов и записей.
- Customize (с англ. — «Настройка») — настройки, связанные с бойцами (одежда, предметы и пр.).
- Options (с англ. — «Опции») — настройки, связанные с игрой.

### Ранги игроков
Даются в режимах «Квест», «VS.» и VS-онлайн.
Всего в игре персонаж может получить 28 рангов. Первые 21 ранг получают все персонажи: от 10 до 1 Кю или Дан, и Мастер.
После Мастера ранги даются в зависимости от процента побед игрока по отношению к проигрышам:
- меньше 70 % побед: Master→Defender→Enforcer→Sentinel→Protector→Guardian→Paladin→Liberator.
- 70-80 % побед: Master→Hunter→Raider→Barbarian→Assassin→Slayer→Berserker→Destroyer.
- больше 80 % побед: Master→Warrior→Veteran→Gladiator→Vindicator→Avenger→Vanquisher→Conqueror.

## Версии и выпуски

### PlayStation 3
Версия для PlayStation 3 была выпущена раньше, чем версия для Xbox 360. Была портирована версия B, без поддержки сети.

### Xbox 360
Для консоли Xbox 360 была портирована версия C и добавили поддержку игры по сети. Эта версия игры известна как Virtua Fighter 5 Live Arena (яп. バーチャファイター5 Live Arena) в Японии и Virtua Fighter 5 Online в Северной Америке.

### Virtua Fighter 5 R
14 февраля 2008 года на выставке развлечений «AOU», Sega AM2 анонсировала дополнение Virtua Fighter 5 R (яп. バーチャファイター5 R). Эта новая версия была выпущена для аркадных автоматов в Японии 24 июля 2008 года. Версия содержит новый этап, а также нового персонажа по имени Джин Кудзё, который практикует каратэ. Вновь вернулся с Virtua Fighter 3 сумоист Така-Араси. Virtua Fighter 5 R не был выпущен на консоли, однако на официальном сайте игры были указаны платформы PlayStation 3 и Xbox 360.
Версия B в Virtua Fighter 5 R была официально выпущена 21 мая 2009 года. В этой версии изменена анимация движений всех персонажей, а также изменился усиленный режим игры и улучшена камера. Версия C была выпущена 25 ноября 2009 года, где доступны новые костюмы персонажей.

### Virtua Fighter 5 Final Showdown
18 февраля 2010 года Sega выпустила трейлер второй версии игры под названием Virtua Fighter 5 Final Showdown (яп. バーチャファイター5 ファイナルショーダウン Ба:тя Файта: Файбу Файнару Сё:даун). Игра была выпущена на аркадных автоматах в Японии 29 июля 2010 года. В версии появились новые костюмы персонажей и переработана анимация. В июне 2012 года Virtua Fighter 5 Final Showdown была выпущена на Xbox 360 и PlayStation 3 через сервисы Xbox Live и PlayStation Network соответственно. В обеих версиях игра имеет поддержку онлайн-игры.

### Virtua Fighter 5 Ultimate Showdown
Ремастер игры, названный Virtua Fighter 5 Ultimate Showdown (в Японии — Virtua Fighter esports), был представлен на выставке Tokyo Game Show 2020 Online в сентябре 2020 года под рабочим названием Virtua Fighter x esports Project и анонсирован в мае 2021 года, в честь 60-летия компании Sega. Эта версия, разработанная студиями Ryu Ga Gotoku Studio и Sega AM2, отличается обновленной графикой на движке Dragon Engine (движок серии Yakuza), новой фоновой музыкой, новым пользовательским интерфейсом, новой начальной катсценой и обновлённым многопользовательским режимом. Она была выпущена 1 июня 2021 года эксклюзивно для PlayStation 4.
Также был представлен загружаемый контент, включающий полный саундтрек предыдущих игр серии, различные костюмы и предметы для кастомизации персонажей, а также возможность настроить графику и интерфейс под стиль оригинальной игры. В дополнение не вошли три последних косметических DLC из прошлых версий игры; кроме того, Дюраль не была включена в список игровых персонажей на момент выпуска, однако впоследствии была добавлена в одном из дополнений. 4 декабря 2021 года были анонсированы костюмы и музыка на тематику франшизы Yakuza, включая аранжировку музыки из Virtua Fighter 3, а 8 декабря 2021 года состоялся выпуск дополнения. Добавление костюмов, пользовательского интерфейса и музыки из серии Tekken (в основном из Tekken 7) было анонсированы 20 марта 2022 года.

### Virtua Fighter 5 R.E.V.O.
Virtua Fighter 5 R.E.V.O. была анонсирована 22 ноября 2024 года и выпущена для ПК под управлением Microsoft Windows через сервис Steam 28 января 2025 года. Данное переиздание основано на версии Ultimate Showdown и включает в себя некоторые улучшения, такие как откат сетевого кода и исправления в балансе игры.

## Саундтрек
Альбом Virtua Fighter 5 Original Sound Tracks (яп. バーチャファイター5 オリジナルサウンドトラック Ба:тя Файта: Файбу Оридзинару Саундоторакку) был выпущен 18 мая 2011 года лейблом Wave Master. Саундтрек содержит треки из Virtua Fighter 5, Virtua Fighter 5 R и Virtua Fighter 5: Final Showdown. Музыка была написана Сатио Огавой, Фумио Ито, Мэгуми Таканой, Нобухико Касиварой, Ясуюкой Нагатой, Кадзукой Такаги, Дзюмпэем Мисимой, Сэйити Хамадой и коллективом из AM R&D 2 Sound Staff.
Альбом был выпущен на 2 дисках.
| №                   | Название                           | Музыка               | Длительность |
| ------------------- | ---------------------------------- | -------------------- | ------------ |
| 1.                  | «Beginning Eileen»                 | Сатио Огава          | 0:54         |
| 2.                  | «Beginning El Blaze»               | AM R&D 2 Sound Staff | 0:54         |
| 3.                  | «Beginning Ver.B»                  | Фумио Ито            | 1:17         |
| 4.                  | «Beginning Ver.C»                  | Фумио Ито            | 1:22         |
| 5.                  | «Beginning Ver.D»                  | Кадзуки Такаги       | 1:10         |
| 6.                  | «Selector (VF5 Ver.)»              | Фумио Ито            | 1:28         |
| 7.                  | «Statues (Akira VF5 Ver.)»         | Фумио Ито            | 2:13         |
| 8.                  | «Stone Forest (Pai VF5 Ver.)»      | Мэгуми Такано        | 2:17         |
| 9.                  | «Great Wall (Lau VF5 Ver.)»        | Фумио Ито            | 1:51         |
| 10.                 | «Snow Mountain (Wolf VF5 Ver.)»    | Фумио Ито            | 2:16         |
| 11.                 | «Island (Jeffry VF5 Ver.)»         | Фумио Ито            | 1:55         |
| 12.                 | «Temple (Kage VF5 Ver.)»           | Нобухико Касивара    | 1:52         |
| 13.                 | «Aurora (Sarah VF5 Ver.)»          | Фумио Ито            | 1:52         |
| 14.                 | «City (Jacky VF5 Ver.)»            | Фумио Ито            | 1:52         |
| 15.                 | «River (Shun VF5 Ver.)»            | AM R&D 2 Sound Staff | 2:11         |
| 16.                 | «Palace (Lion VF5 Ver.)»           | Мэгуми Такано        | 2:10         |
| 17.                 | «Shrine (Aoi VF5 Ver.)»            | Фумио Ито            | 2:09         |
| 18.                 | «Deep Mountain (Lei-Fei VF5 Ver.)» | Сатио Огава          | 2:06         |
| 19.                 | «Waterfalls (Vanessa VF5 Ver.)»    | Фумио Ито            | 2:14         |
| 20.                 | «Terrace (Brad VF5 Ver.)»          | Фумио Ито            | 2:16         |
| 21.                 | «Broken House (Goh VF5 Ver.)»      | Фумио Ито            | 2:09         |
| 22.                 | «Ruins (Eileen VF5 Ver.)»          | AM R&D 2 Sound Staff | 2:12         |
| 23.                 | «Arena (El Blaze VF5 Ver.)»        | AM R&D 2 Sound Staff | 1:39         |
| 24.                 | «Sanctuary (Dural VF5 Ver.)»       | AM R&D 2 Sound Staff | 2:10         |
| 25.                 | «Ending (VF5 Ver.)»                | Фумио Ито            | 1:29         |
| 26.                 | «Beginning Jean (VF5R Ver.)»       | AM R&D 2 Sound Staff | 1:03         |
| 27.                 | «Selector (VF5R Ver.)»             | AM R&D 2 Sound Staff | 1:03         |
| 28.                 | «Statues (Akira VF5R Ver.)»        | AM R&D 2 Sound Staff | 2:39         |
| 29.                 | «Stone Forest (Pai VF5R Ver.)»     | Кадзуки Такаги       | 2:17         |
| 30.                 | «Great Wall (Lau VF5R Ver.)»       | AM R&D 2 Sound Staff | 2:13         |
| 31.                 | «Snow Mountain (Wolf VF5R Ver.)»   | AM R&D 2 Sound Staff | 2:10         |
| 32.                 | «Island (Jeffry VF5R Ver.)»        | Ясуюки Нагата        | 2:07         |
| 33.                 | «Temple (Kage VF5R Ver.)»          | Мэгуми Такано        | 2:22         |
| 34.                 | «Park (Sarah VF5R Ver.)»           | Фумио Ито            | 2:10         |
| 35.                 | «City (Jacky VF5R Ver.)»           | AM R&D 2 Sound Staff | 2:09         |
| 36.                 | «River (Shun VF5R Ver.)»           | Кадзуки Такаги       | 2:15         |
| 37.                 | «Palace (Lion VF5R Ver.)»          | Мэгуми Такано        | 2:17         |
| 38.                 | «Shrine (Aoi VF5R Ver.)»           | Ясуюки Нагата        | 2:14         |
| Общая длительность: | Общая длительность:                | Общая длительность:  | 72:57        |

| №                   | Название                                    | Музыка               | Длительность |
| ------------------- | ------------------------------------------- | -------------------- | ------------ |
| 1.                  | «Deep Mountain (Lei-Fei VF5R Ver.)»         | Фумио Ито            | 2:23         |
| 2.                  | «Waterfalls (Vanessa VF5R Ver.)»            | AM R&D 2 Sound Staff | 2:18         |
| 3.                  | «Terrace (Brad VF5R Ver.)»                  | Мэгуми Такано        | 2:31         |
| 4.                  | «Broken House (Goh VF5R Ver.)»              | AM R&D 2 Sound Staff | 2:16         |
| 5.                  | «Ruins (Eileen VF5R Ver.)»                  |                      | 2:22         |
| 6.                  | «Arena (El Blaze VF5R Ver.)»                | Фумио Ито            | 2:12         |
| 7.                  | «Sumo Ring (Taka-Arashi VF5R Ver.)»         | Кадзуки Такаги       | 2:06         |
| 8.                  | «Training Room (Jean VF5R Ver.)»            | AM R&D 2 Sound Staff | 2:22         |
| 9.                  | «Sanctuary (Dural VF5R Ver.)»               | Кадзуки Такаги       | 2:13         |
| 10.                 | «Ending (VF5R Ver.)»                        | AM R&D 2 Sound Staff | 1:30         |
| 11.                 | «Beginning (VF5FS Ver.)»                    | AM R&D 2 Sound Staff | 2:03         |
| 12.                 | «Selector (VF5FS Ver.)»                     |                      | 1:00         |
| 13.                 | «Statues (Akira VF5FS Ver.)»                | Дзюмпэй Мисима       | 2:27         |
| 14.                 | «Stone Forest (Pai VF5FS Ver.)»             |                      | 2:15         |
| 15.                 | «Great Wall (Lau VF5FS Ver.)»               | Кадзуки Такаги       | 2:08         |
| 16.                 | «Snow Mountain (Wolf VF5FS Ver.)»           |                      | 2:13         |
| 17.                 | «Island (Jeffry VF5FS Ver.)»                |                      | 2:30         |
| 18.                 | «Temple (Kage VF5FS Ver.)»                  | AM R&D 2 Sound Staff | 2:10         |
| 19.                 | «Park (Sarah VF5FS Ver.)»                   | Ясуюки Нагата        | 2:16         |
| 20.                 | «City (Jacky VF5FS Ver.)»                   | Ясуюки Нагата        | 2:07         |
| 21.                 | «River (Shun VF5FS Ver.)»                   |                      | 2:14         |
| 22.                 | «Palace (Lion VF5FS Ver.)»                  | Кадзуки Такаги       | 2:18         |
| 23.                 | «Shrine (Aoi VF5FS Ver.)»                   | Кадзуки Такаги       | 2:37         |
| 24.                 | «Deep Mountain (Lei-Fei VF5FS Ver.)»        | Ясуюки Нагата        | 2:05         |
| 25.                 | «Waterfalls (Vanessa VF5FS Ver.)»           |                      | 2:15         |
| 26.                 | «Terrace (Brad VF5FS Ver.)»                 |                      | 2:02         |
| 27.                 | «Broken House (Goh VF5FS Ver.)»             | Ясуюки Нагата        | 2:07         |
| 28.                 | «Ruins (Eileen VF5FS Ver.)»                 |                      | 2:09         |
| 29.                 | «Arena (El Blaze VF5FS Ver.)»               | Кадзуки Такаги       | 2:11         |
| 30.                 | «Sumo Ring (Taka-Arashi VF5FS Ver.)»        | Сэйити Хамада        | 2:08         |
| 31.                 | «Training Room (Jean VF5FS Ver.)»           | Ясуюки Нагата        | 2:09         |
| 32.                 | «Sanctuary (Dural VF5FS Ver.)»              | Ясуюки Нагата        | 2:08         |
| 33.                 | «Ending (VF5FS Ver.)»                       | AM R&D 2 Sound Staff | 1:40         |
| 34.                 | «愛は潰えない» (исполняет Такэнобу Мицуёси) |                      | 2:55         |
| Общая длительность: | Общая длительность:                         | Общая длительность:  | 74:20        |

## Оценки и мнения
| Сводный рейтинг       | Сводный рейтинг | Сводный рейтинг |
| Издание               | Оценка          | Оценка          |
| Издание               | PS3             | Xbox 360        |
| --------------------- | --------------- | --------------- |
| GameRankings          | 86,57 %         | 89,37 %         |
| Metacritic            | 85/100          | 89/100          |
| MobyRank              | 84/100          | 88/100          |
| Иноязычные издания    |                 |                 |
| Издание               | Оценка          | Оценка          |
| Издание               | PS3             | Xbox 360        |
| 1UP.com               | A               | A+              |
| AllGame               | [ 14 ]          | [ 15 ]          |
| CVG                   | 9,1/10          | N/A             |
| Edge                  | 8/10            | N/A             |
| EGM                   | 9,7/10          | N/A             |
| Eurogamer             | N/A             | 9/10            |
| Game Informer         | 8/10            | 9/10            |
| GamePro               | 4,50/5          | N/A             |
| GameRevolution        | C-              | C-              |
| GameSpot              | 8,1/10          | 8,5/10          |
| GameSpy               | [ 24 ]          | [ 25 ]          |
| GamesRadar+           | 9/10            | 9/10            |
| GameTrailers          | 9,1/10          | N/A             |
| GameZone              | 8,9/10          | 9/10            |
| IGN                   | 8,8/10 8,5/10   | 9,0/10          |
| OXM                   | N/A             | 9,0/10          |
| PALGN                 | 9/10            | N/A             |
| Play (UK)             | 9,5/10          | N/A             |
| TeamXbox              | N/A             | 8,7/10          |
| The Adrenaline Vault  | N/A             | [ 37 ]          |
| VideoGamer            | 8/10            | 9/10            |
| WorthPlaying          | 8,3/10          | 9,0/10          |
| Русскоязычные издания |                 |                 |
| Издание               | Оценка          | Оценка          |
| Издание               | PS3             | Xbox 360        |
| «Страна игр»          | 9,0/10          | N/A             |

| Сводный рейтинг | Сводный рейтинг | Сводный рейтинг |
| Издание         | Оценка          | Оценка          |
| Издание         | PS3             | Xbox 360        |
| --------------- | --------------- | --------------- |
| GameRankings    | 80,36 %         | 81,07 %         |

Все версии игры Virtua Fighter 5 получили высокие оценки от критиков. Сайт GameSpy оценил обе версии игры в 5 звёзд из 5 возможных. 1UP.com в обзоре для Xbox 360-версии заявили, что игра стоит около таких серий, как Tekken, Dead or Alive и четвёртой частью серии Soul, из-за онлайн-возможностей.
IGN оценил Xbox 360-версию в 9 баллов, а PlayStation 3 — 8,8 баллов, назвав первую версию игры «фантастической». Оценка версии Virtua Fighter 5 для PlayStation 3 была снижена из-за отсутствия функции поддержки по сети. Кроме того, обе версии подверглись критике за искусственный интеллект, назвав его «не очень хорошим», однако хвалили за механику игры и режим «Квест». Критик посоветовал владельцам консолей сыграть в Virtua Fighter 5.
Британский отдел IGN оценил версию игры для PlayStation 3 в 8,5 баллов. В своём итоге он сказал, что игра будет хорошо продаваться.
Журнал «Страна игр» оценил PS3-версию игры в 9 баллов из 10 возможных. Отсутствие сетевой игры журнал назвал главным недостатком игры. Кроме того, игру критиковали за малое количество режимов, управление и недочёты в программировании, а также тренировки, назвав их «запутанными». Из плюсов журнал отметил графику и поддержку высокого разрешения, боевую систему, «семнадцать бойцов с непохожими приемами и стилями» и за «зрелищный мордобой». Virtua Fighter 5 на консолях назвали «самым сбалансированным и глубоким файтингом».